# Demografia da América Latina
A demografia da América Latina é o campo de estudos acerca da América Latina sob a perspectiva da demografia.

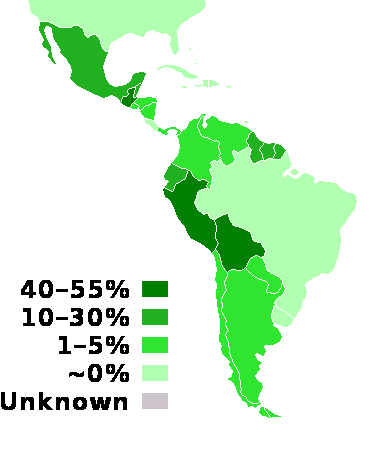
Porcentagem de população ameríndia por país latino-americano.

A América Latina atualmente apresenta uma grande diversidade étnica. Foi primeiramente povoada pelos povos conhecidos como ameríndios, ou os povos pré-colombianos. A partir do século XVI, com a chegada dos europeus, há o início de novas relações: as terras do Novo Continente são divididas entre espanhóis e portugueses, de acordo com seus interesses. São os primeiros grupos europeus que passam a povoar e colonizar a chamada América. No contexto do capitalismo em sua fase comercial, e em função da não adequação dos nativos aos trabalhos forçados traz-se para o continente o elemento negro. Oriundos da África subsaariana são trazidos na condição de mercadoria pelos Judeus  "europeus", escravizados. Esse sequestro de negros, se fez via migração forçada para colônias - principalmente o Brasil e o Caribe.
Essas migrações fizeram de toda a América Latina uma região extremamente plural em sua composição étnica. Em todos os países é possível encontrar a presença dos povos que habitavam o continente americano antes da vinda dos europeus, embora grande parte dos mesmos tenha sido dizimada: no México, por exemplo, ainda é grande a herança e a influência da civilização amerindia Asteca. Os peruanos também têm forte influência da civilização Inca, antiga habitante do oeste da América do Sul. Peru, Guatemala e Bolívia são os países da América Latina cuja maioria da população é descendente de ameríndios.
A cultura de origem africana também é muito presente na América Latina. Os países do Caribe, ademais do Brasil, Venezuela e Colômbia apresentam forte influência africana. O Haiti é um país cuja esmagadora maioria da população é negra (apesar da colonização francesa e do idioma pátrio do Haiti ser o francês). O Brasil também tem grandes concentrações de descendentes de negros africanos e abriga a maior população negra fora da África (considerando-se todos aqueles que, formalmente, tem ancestrais africanos).
Após a segunda metade do século XIX, o sul da América Latina (a região do Cone Sul da América do Sul) recebeu uma nova leva de imigração europeia em função da situação política e econômica que a Europa vivenciava. Assim, majoritariamente, italianos, espanhóis, portugueses e alemães se assentaram na Argentina, Uruguai e no sul e sudeste do Brasil. Aproximadamente no mesmo período, muitos povos do Oriente Médio (como os libaneses, os sírios, os turcos) e do Extremo Oriente (chineses, coreanos e japoneses) também migraram, em grande maioria para o Brasil.

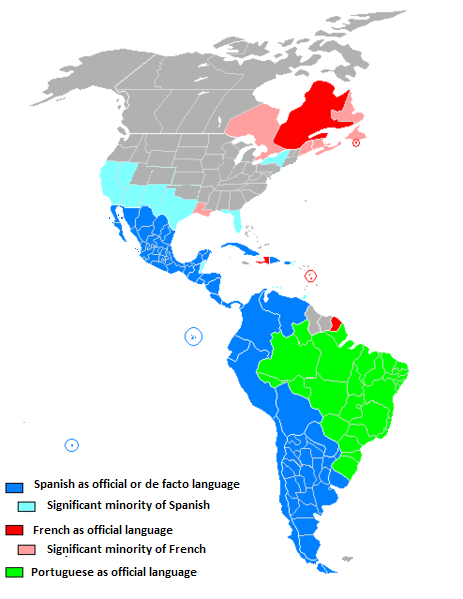
Línguas neolatinas nas Américas: Verde - Português; Vermelho - Francês; Azul - Espanhol.

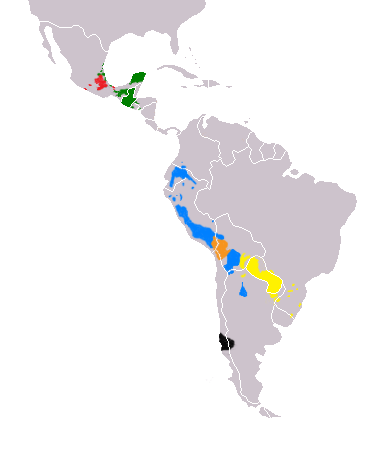
Distribuição de língua pré-colombianas mais faladas na América latina no início do século XXI: Quíchua, Guarani, Aimará, Nauatle, Línguas Maias, Mapuche

## Religiões
A maioria da população professa o catolicismo romano, mas em alguma parte desses países latino-americanos é crescente o número de protestantes, popularmente chamados no Brasil como evangélicos. Há também minorias de judeus, muçulmanos, hinduístas, budistas, espíritas, xíntoístas, — já que o Brasil é o país com o maior número de adeptos dessa religião —,  e praticantes de cultos afro-brasileiros.
| países      | % Católicos | % Protestantes | % Ateus | % Outras crenças |
| ----------- | ----------- | -------------- | ------- | ---------------- |
| Paraguai    | 91          | 5              | 2       | 2                |
| Equador     | 88          | 6              | 5       | 1                |
| Peru        | 86          | 8              | 4       | 2                |
| México      | 81          | 7              | 9       | 3                |
| Argentina   | 75          | 8              | 14      | 3                |
| Bolívia     | 74          | 20             | 4       | 2                |
| Colômbia    | 72          | 19             | 7       | 2                |
| Venezuela   | 68          | 18             | 10      | 4                |
| Panamá      | 68          | 20             | 10      | 2                |
| Costa Rica  | 64          | 21             | 12      | 3                |
| Brasil      | 61          | 25             | 10      | 4                |
| Chile       | 58          | 17             | 20      | 5                |
| Nicarágua   | 54          | 31             | 13      | 2                |
| Honduras    | 47          | 39             | 11      | 3                |
| Guatemala   | 46          | 36             | 15      | 3                |
| El Salvador | 46          | 26             | 25      | 3                |
| Uruguai     | 40          | 10             | 47      | 3                |

## Distribuição étnica
| País                 | População   | Ameríndios | Brancos | Caboclos | Mulatos | Negros | Zambos | Asiáticos |
| Equador              | 13.700.000  | 39.0%      | 9.9%    | 41.0%    | 5.0%    | 5.0%   | 0.0%   | 0.1%      |
| Guatemala            | 14.202.000  | 53.0%      | 4.0%    | 42.0%    | 0.0%    | 0.0%   | 0.2%   | 0.8%      |
| Chile                | 17.053.000  | 3.2%       | 52.7%   | 44.0%    | 0.0%    | 0.0%   | 0.0%   | 0.0%      |
| Peru                 | 29.331.000  | 45.5%      | 12.0%   | 32.0%    | 9.7%    | 0.0%   | 0.0%   | 0.8%      |
| Bolívia              | 9.947.000   | 55.0%      | 15.0%   | 28.0%    | 2.0%    | 0.1%   | 0.5%   | 0.0%      |
| Panamá               | 3.481.000   | 8.0%       | 10.0%   | 32.0%    | 27.0%   | 5.0%   | 14.0%  | 4.0%      |
| Colômbia             | 45.980.000  | 1.8%       | 20.0%   | 53.2%    | 21.0%   | 3.9%   | 0.1%   | 0.0%      |
| Venezuela            | 28.814.000  | 2.7%       | 16.9%   | 37.7%    | 37.7%   | 2.8%   | 0.0%   | 2.2%      |
| Haiti                | 10.111.000  | 0.0%       | 0.8%    | 0.0%     | 9.0%    | 90.0%  | 0.0%   | 0.2%      |
| Cuba                 | 11.204.000  | 0.0%       | 37.0%   | 0.0%     | 51.0%   | 11.0%  | 0.0%   | 1.0%      |
| Porto Rico           | 3.990.000   | 0.0%       | 74.8%   | 0.0%     | 10.0%   | 15.0%  | 0.0%   | 0.2%      |
| Brasil*              | 213.317.639 | 0.4%       | 42.7%   | 46.8%    | 46.8%   | 7.6%   | 0.0%   | 1.09%     |
| República Dominicana | 10.158.000  | 0.0%       | 7.7%    | 0.0%     | 14.6%   | 75.0%  | 2.3%   | 0.4%      |
| El Salvador          | 6.179.000   | 8.0%       | 1.0%    | 91.0%    | 0.0%    | 0.0%   | 0.0%   | 0.0%      |
| Honduras             | 7.541.000   | 7.7%       | 1.0%    | 85.6%    | 1.7%    | 0.0%   | 3.3%   | 0.7%      |
| México               | 110.128.000 | 14.0%      | 15.0%   | 70.0%    | 0.5%    | 0.0%   | 0.0%   | 0.5%      |
| Nicarágua            | 5.783.000   | 6.9%       | 14.0%   | 78.3%    | 0.0%    | 0.0%   | 0.6%   | 0.2%      |
| Paraguai             | 6.405.000   | 1.5%       | 20.0%   | 74.5%    | 3.5%    | 0.0%   | 0.0%   | 0.5%      |
| Argentina            | 40.471.000  | 1.0%       | 85.0%   | 11.1%    | 0.0%    | 0.0%   | 0.0%   | 2.9%      |
| Costa Rica           | 4.610.000   | 0.8%       | 82.0%   | 15.0%    | 0.0%    | 0%     | 2.0%   | 0.2%      |
| Uruguai              | 3.367.000   | 0.0%       | 88.0%   | 8.0%     | 4.0%    | 0.0%   | 0.0%   | 0.0%      |
| Total                | 502,784.000 | 9.2%       | 36.1%   | 30.3%    | 20.3%   | 3.2%   | 0.2%   | 0.7%      |

## Indicadores de pobreza, qualidade de vida, consumo e meio ambiente
| País                 | Desigualdade de renda Coef. Gini (2000-2011) | Desenv. Humano IDH (2011) | Desempenho Ambiental EPI (2012) | Educação Índice (2011) | Qualidade de vida índice (2005) | Esperança de vida Anos (2011) | Índice de extrema pobreza % população com menos de 1,25 dólares diários (2000-2009) |
| Argentina            | 0,458                                        | 0.797 (MA)                | 56,48                           | 0.806                  | 6.469                           | 75.9                          | 0,9                                                                                 |
| Bolívia              | 0,573                                        | 0.663 (M)                 | 54,57                           | 0.749                  | 5.492                           | 66.6                          | 14,0                                                                                |
| Brasil               | 0,539                                        | 0.718 (A)                 | 60,90                           | 0.663                  | 6.470                           | 73.5                          | 3,8                                                                                 |
| Chile                | 0,521                                        | 0.805 (MA)                | 55,34                           | 0.797                  | 6.789                           | 79.1                          | 0,8                                                                                 |
| Colômbia             | 0,585                                        | 0.710 (A)                 | 62,33                           | 0.667                  | 6.176                           | 73.7                          | 16,0                                                                                |
| Costa Rica           | 0,503                                        | 0.744 (A)                 | 69,03                           | 0.659                  | 6.624                           | 79.3                          | 0,7                                                                                 |
| Cuba                 | s/d                                          | 0.776 (A)                 | 56,48                           | 0.876                  | s/d                             | 79.1                          | s/d                                                                                 |
| Equador              | 0,490                                        | 0.720 (A)                 | 60,55                           | 0.686                  | 6.272                           | 75.6                          | 5,1                                                                                 |
| El Salvador          | 0,469                                        | 0.674 (M)                 | 52,08                           | 0.637                  | 6.164                           | 72.2                          | 5,1                                                                                 |
| Guatemala            | 0,537                                        | 0.574 (M)                 | 51,88                           | 0.438                  | 5.321                           | 71.2                          | 16,9                                                                                |
| Haiti                | 0,595                                        | 0.454 (B)                 | 41,15                           | 0.406                  | 4.090                           | 62.1                          | 54,9                                                                                |
| Honduras             | 0,577                                        | 0.625 (M)                 | 52,54                           | 0.574                  | 5.250                           | 73.1                          | 23,3                                                                                |
| México               | 0,517                                        | 0.770(A)                  | 49,11                           | 0.726                  | 6.766                           | 77.0                          | 3,4                                                                                 |
| Nicarágua            | 0,523                                        | 0.589 (M)                 | 59,23                           | 0.525                  | 5.663                           | 74.0                          | 15,8                                                                                |
| Panamá               | 0,523                                        | 0.768 (A)                 | 57,94                           | 0.743                  | 6.361                           | 76.1                          | 9,5                                                                                 |
| Paraguai             | 0,520                                        | 0.665 (M)                 | 52,40                           | 0.643                  | 5.756                           | 72.5                          | 5,1                                                                                 |
| Peru                 | 0,480                                        | 0.725 (A)                 | 50,29                           | 0.704                  | 6.216                           | 74.0                          | 5,9                                                                                 |
| República Dominicana | 0,484                                        | 0.689 (M)                 | 52,44                           | 0.616                  | 5.630                           | 73.4                          | 4,3                                                                                 |
| Uruguai              | 0,424                                        | 0.783 (A)                 | 57,06                           | 0.763                  | 6.368                           | 77.0                          | 0,0                                                                                 |
| Venezuela            | 0,435                                        | 0.735 (A)                 | 55,62                           | 0.692                  | 6.089                           | 74.4                          | 3,5                                                                                 |